# Chionea alpina
Chionea alpina là một loài ruồi trong họ Limoniidae. Chúng phân bố ở miền Cổ bắc.